# Grzmiąca (województwo dolnośląskie)
Grzmiąca (niem. Donnerau) – wieś w Polsce położona w województwie dolnośląskim, w powiecie wałbrzyskim, w gminie Głuszyca, w Górach Suchych w Sudetach Środkowych.

## Podział administracyjny
W latach 1954–1959 wieś należała i była siedzibą władz gromady Grzmiąca, po jej zniesieniu w gromadzie Głuszyca Górna. W latach 1975–1998 miejscowość administracyjnie należała do województwa wałbrzyskiego.
Częścią wsi Grzmiąca jest Rybnica Mała, funkcjonuje także niestandaryzowana nazwa osada leśnej Rybnica.

## Położenie
Grzmiąca leży w Górach Suchych – wschodniej części Gór Kamiennych, w dolinie bezimiennego potoku, prawego dopływu Rybnej, która jest lewym dopływem Bystrzycy. Od północy i zachodu oraz południowego zachodu otaczają ją strome zbocza górskie.

## Budowa geologiczna
Grzmiąca leży w północnej części niecki śródsudeckiej. Wzniesienia na północ od wsi zbudowane są z permskich tufów ryolitowych (dawniej zwanych porfirami lub tufami porfirowymi), z wtrąceniami trachybazaltów (melafirów), na południe – górnokarbońskie zlepieńce. Wzniesienia na zachód od wsi zbudowane są głównie z trachybazaltów, a podrzędnie z pozostałych opisanych wyżej skał magmowych i osadowych.

## Zabytki
Do wojewódzkiego rejestru zabytków wpisane są:
- kościół ewangelicki, obecnie rzymskokatolicki kościół filialny pw. Narodzenia Najświętszej Marii Panny, należący do parafii Chrystusa Króla w Głuszycy; unikatowo drewniany, jednonawowy, przebudowany w 1588 r. - XVI wiek, następnie przebudowany w 1649, 1754 i 1847, kryty gontem, otoczony kamiennym murem. Skromne wyposażenie z XVII i XVIII wieku, renesansowa chrzcielnica, empory i malowane na szkle obrazy "Ukrzyżowanie" i "Zwiastowanie" z 1611. W wolno stojącej dzwonnicy dzwon z 1558[8]
- zamek Rogowiec w ruinie, z XIII wieku
- dom nr 66, obecnie ul. Spółdzielcza 2, z 1736 r.

inne zabytki:
- dwór z XIX w., ul. Wiejska 29